# Nati nel 1950/Marzo
| Questa pagina contiene informazioni ricavate automaticamente dalle voci biografiche con l'ausilio del template Bio e di un bot. L'aggiornamento è periodico e automatico e ricostruisce completamente la pagina. Se manca una persona in questa lista, sei pregato di non aggiungerla, ma accertati piuttosto che la sua voce biografica contenga il template Bio e che i dati anagrafici siano correttamente compilati. Se il template Bio manca, inseriscilo tu stesso o, in alternativa, metti l'avviso {{tmp\|Bio}} che ne segnala la mancanza. Se i dati riportati sono sbagliati, correggi direttamente la voce biografica; le modifiche saranno visibili in questa lista entro pochi giorni. Per chiarimenti vedi il progetto biografie. La lista contiene solo le 252 persone che sono citate nell'enciclopedia e per le quali è stato implementato correttamente il template Bio. Pagina aggiornata al 18 ago 2025. |

- 1º marzo - Rosalba Cesini, politica italiana
- 1º marzo - Jan Dekker, ex cestista olandese
- 1º marzo - Connie Eaton, cantante statunitense († 1999)
- 1º marzo - Edward M. Gabriel, diplomatico statunitense
- 1º marzo - Ali Kemal Denizci, ex calciatore turco
- 1º marzo - Angelito Rendon Lampon, arcivescovo cattolico filippino
- 1º marzo - Willie Long, ex cestista statunitense
- 1º marzo - Dave Marsh, critico musicale statunitense
- 1º marzo - Nick Mike-Mayer, ex calciatore e ex giocatore di football americano italiano
- 1º marzo - Phil Alden Robinson, regista e sceneggiatore statunitense
- 1º marzo - Ðuro Savinović, pallanuotista jugoslavo († 2021)
- 1º marzo - Giuseppe Valarioti, politico e attivista italiano († 1980)
- 2 marzo - Abdel Rahim el-Kib, politico libico († 2020)
- 2 marzo - David Adamski, entomologo statunitense
- 2 marzo - Ahmet Altan, giornalista e scrittore turco
- 2 marzo - Karen Carpenter, cantante e batterista statunitense († 1983)
- 2 marzo - Molly Cheek, attrice statunitense
- 2 marzo - José Sylvio Fiolo, ex nuotatore brasiliano
- 2 marzo - John Reaves, giocatore di football americano statunitense († 2017)
- 2 marzo - Giorgia Trasselli, attrice e regista teatrale italiana
- 3 marzo - Hama Amadou, politico nigerino († 2024)
- 3 marzo - Beatrice Draghetti, politica italiana
- 3 marzo - Tim Kazurinsky, attore, comico e imitatore statunitense
- 3 marzo - Georgi Kostadinov, ex pugile bulgaro
- 3 marzo - Franciszek Niemiec, ex cestista polacco
- 3 marzo - Nitto Palma, magistrato e politico italiano
- 3 marzo - Natale Ripamonti, politico italiano
- 3 marzo - Alex Sceberras Trigona, politico maltese
- 3 marzo - Laura Ziskin, produttrice cinematografica statunitense († 2011)
- 3 marzo - Loriano Zurli, latinista e filologo italiano
- 4 marzo - Franco Bonato, politico italiano
- 4 marzo - Alfredo Fillia, giocatore di biliardo argentino
- 4 marzo - Babo Kabasu, calciatore della Repubblica Democratica del Congo († 2022)
- 4 marzo - Juca Kfouri, giornalista, conduttore televisivo e telecronista sportivo brasiliano
- 4 marzo - Ofelia Medina, attrice e sceneggiatrice messicana
- 4 marzo - Ben Pastor, docente, saggista e scrittrice italiana
- 4 marzo - Rick Perry, politico statunitense
- 4 marzo - Ken Robinson, educatore e scrittore britannico († 2020)
- 5 marzo - Giuseppe Baiocchi, giornalista italiano († 2013)
- 5 marzo - Charles Dudley, ex cestista statunitense
- 5 marzo - Eugene Fodor, violinista statunitense († 2011)
- 5 marzo - Bernard Hartze, allenatore di calcio e calciatore sudafricano († 2024)
- 5 marzo - Henry Marsh, chirurgo britannico
- 5 marzo - Sergio Zuccheri, ex calciatore italiano
- 6 marzo - Andrzej Bartkowiak, regista, direttore della fotografia e attore polacco
- 6 marzo - Vieri Ceriani, economista e funzionario italiano
- 6 marzo - Giovanni Crivello, fumettista italiano
- 6 marzo - Felix Genn, vescovo cattolico tedesco
- 6 marzo - José María Igartua, ex calciatore spagnolo
- 6 marzo - Arthur Roche, cardinale e arcivescovo cattolico britannico
- 6 marzo - Hirotaka Suzuoki, doppiatore giapponese († 2006)
- 6 marzo - Walter Vesti, ex sciatore alpino svizzero
- 7 marzo - Antonio Baldoni, ex calciatore italiano
- 7 marzo - Franco Harris, giocatore di football americano statunitense († 2022)
- 7 marzo - Orlando Mohorović, performance artist croato († 2018)
- 7 marzo - J.R. Richard, giocatore di baseball statunitense († 2021)
- 8 marzo - Giorgio Crescentini, politico e ex calciatore sammarinese
- 8 marzo - Flavio Fusi, giornalista italiano
- 8 marzo - Kabiné Komara, politico guineano
- 8 marzo - Gianfranco Sammarco, politico italiano
- 9 marzo - Tony Adams, ex giocatore di football americano statunitense
- 9 marzo - Tore Antonsen, ex calciatore norvegese
- 9 marzo - Christian Damiano, allenatore di calcio e ex calciatore francese
- 9 marzo - Frank Joseph Dewane, vescovo cattolico statunitense
- 9 marzo - Oscar Lesca, allenatore di calcio e ex calciatore italiano
- 9 marzo - Mark Merlis, scrittore statunitense († 2017)
- 9 marzo - Andy North, golfista statunitense
- 9 marzo - Giovanna Rosa, saggista e critica letteraria italiana
- 9 marzo - Howard Shelley, pianista e direttore d'orchestra britannico
- 9 marzo - Danny Sullivan, pilota automobilistico statunitense
- 9 marzo - Diana Turbay, giornalista colombiana († 1991)
- 10 marzo - Carlos Roberto Flores, politico honduregno
- 10 marzo - Bernard Giroux, copilota di rally francese († 1987)
- 10 marzo - Karlheinz Klotz, ex velocista tedesco
- 10 marzo - Ted McKenna, batterista e compositore britannico († 2019)
- 10 marzo - Pietro Michesi, ex calciatore italiano
- 10 marzo - Norberto Napolitano, chitarrista, cantante e compositore argentino († 2005)
- 10 marzo - Elena Pulcini, filosofa italiana († 2021)
- 10 marzo - Aloma Wright, attrice statunitense
- 11 marzo - Fernando Gentil, ex tennista brasiliano
- 11 marzo - Irène Guidotti, ex cestista francese
- 11 marzo - Abderrezak Harb, ex calciatore algerino
- 11 marzo - Bobby McFerrin, cantante, compositore e direttore d'orchestra statunitense
- 11 marzo - Jim Steele, ex calciatore scozzese
- 11 marzo - Jerry Zucker, regista, sceneggiatore e produttore cinematografico statunitense
- 12 marzo - Joyce Beatty, politica statunitense
- 12 marzo - Javier Clemente, allenatore di calcio e ex calciatore spagnolo
- 12 marzo - Marina D'Amato, sociologa italiana
- 12 marzo - Mario Fasciano, batterista, polistrumentista e cantante italiano
- 12 marzo - Jon Provost, attore statunitense
- 12 marzo - Renato Strada, politico italiano
- 12 marzo - Traudl Treichl, ex sciatrice alpina tedesca
- 12 marzo - Ramón da Silva Ramos, ex calciatore brasiliano
- 13 marzo - Joe Bugner, ex pugile e attore britannico
- 13 marzo - Charles Krauthammer, giornalista e psichiatra statunitense († 2018)
- 13 marzo - William H. Macy, attore, sceneggiatore e produttore cinematografico statunitense
- 13 marzo - Alviero Martini, stilista italiano
- 13 marzo - Washington Misick, politico britannico
- 13 marzo - Edhem Šljivo, ex calciatore jugoslavo
- 14 marzo - Luigi Alici, filosofo italiano
- 14 marzo - Alessandra Cardini, costumista italiana
- 14 marzo - Rick Dees, cantante, attore e conduttore radiofonico statunitense
- 14 marzo - Galina Kreft, canoista sovietica († 2005)
- 14 marzo - Linda Sharp, allenatrice di pallacanestro statunitense
- 14 marzo - Orestes Suárez, fumettista cubano
- 14 marzo - Yves Charles Zarka, filosofo e saggista francese
- 15 marzo - Marie-José Denys, politica francese († 2022)
- 15 marzo - Paul Gerken, ex tennista statunitense
- 15 marzo - Kurt Koch, cardinale e arcivescovo cattolico svizzero
- 15 marzo - Ken Ludwig, drammaturgo e regista statunitense
- 15 marzo - Giorgio Melazzi, attore, doppiatore e comico italiano
- 15 marzo - Richard Rydze, tuffatore statunitense († 2023)
- 15 marzo - Sin In-seop, ex cestista sudcoreana
- 15 marzo - Milan Spasojević, ex triplista jugoslavo
- 15 marzo - Thommie Walsh, ballerino, coreografo e regista statunitense († 2007)
- 16 marzo - Fabrizio Catanese, matematico italiano
- 16 marzo - Kate Nelligan, attrice canadese
- 16 marzo - Lode Van Hecke, vescovo cattolico belga
- 17 marzo - Patrick Adams, produttore discografico, compositore e musicista statunitense († 2022)
- 17 marzo - Gabriele Barbaro, dirigente sportivo e ex mezzofondista italiano
- 17 marzo - Alfio Caruso, giornalista e scrittore italiano
- 17 marzo - Cho Jea-ki, ex judoka sudcoreano
- 17 marzo - Luciano Conati, ciclista su strada italiano († 2016)
- 17 marzo - Rumjančo Goranov, ex calciatore bulgaro
- 17 marzo - Peter Robinson, scrittore britannico († 2022)
- 17 marzo - Patrizio Sandrelli, cantautore italiano
- 17 marzo - Byron Stingily, cantante statunitense
- 17 marzo - Patrizia Toia, politica italiana
- 18 marzo - James Conlon, direttore d'orchestra statunitense
- 18 marzo - José Luis Del Palacio y Pérez-Medel, vescovo cattolico e missionario spagnolo
- 18 marzo - Brad Dourif, attore e doppiatore statunitense
- 18 marzo - John Hartman, batterista e compositore statunitense († 2021)
- 18 marzo - J.G. Hertzler, attore, sceneggiatore e scrittore statunitense
- 18 marzo - Jim Knobeloch, attore statunitense
- 18 marzo - Jan Lindvall, ex fondista norvegese
- 18 marzo - Larry Perkins, ex pilota automobilistico australiano
- 18 marzo - Luciano Pettinari, politico italiano
- 18 marzo - Manfred Thaller, storico e docente austriaco
- 18 marzo - Errol Tobias, ex rugbista a 15 e allenatore di rugby a 15 sudafricano
- 19 marzo - Nadežda Babkina, cantante, attrice e conduttrice televisiva russa
- 19 marzo - Patrizio Bonafè, allenatore di calcio e ex calciatore italiano
- 19 marzo - Nunzio De Falco, mafioso italiano († 2022)
- 19 marzo - Giuseppe Doldi, ex calciatore italiano
- 19 marzo - Mario Finotti, fotografo e giornalista italiano
- 19 marzo - Kenichi Hirai, ex tennista giapponese
- 19 marzo - Enn Kunila, imprenditore e collezionista d'arte estone
- 19 marzo - Valerio Liboni, cantautore, batterista e compositore italiano
- 19 marzo - Marina Occhiena, cantante italiana
- 19 marzo - Tat'jana Ovečkina, ex cestista sovietica
- 19 marzo - Giuseppe Palazzese, dirigente sportivo, allenatore di calcio e ex calciatore italiano
- 19 marzo - Jose Serofia Palma, arcivescovo cattolico filippino
- 19 marzo - James Redfield, scrittore statunitense
- 19 marzo - Giuseppina Servodio, politica italiana
- 20 marzo - Giancarlo Alessandrini, fumettista italiano
- 20 marzo - Guido Bertolaso, funzionario e medico italiano
- 20 marzo - Joseph Diandy, ex cestista senegalese
- 20 marzo - Jun Hatanaka, fumettista e incisore giapponese († 2012)
- 20 marzo - William Hurt, attore statunitense († 2022)
- 20 marzo - Modesto Malachias, ex calciatore brasiliano
- 20 marzo - Carl Palmer, batterista britannico
- 20 marzo - Giuseppe Pecoraro, funzionario italiano
- 20 marzo - Giancarlo Raffaeli, ex calciatore italiano
- 20 marzo - Oreste Ruggiero, architetto, artista e scrittore italiano
- 20 marzo - Tom Towles, attore statunitense († 2015)
- 20 marzo - Ugo Zottin, generale italiano
- 21 marzo - Cho Yong-pil, cantante, musicista e compositore sudcoreano
- 21 marzo - Julio Crisosto, ex calciatore cileno
- 21 marzo - Elena Firsova, compositrice russa
- 21 marzo - Roger Hodgson, cantante, chitarrista e tastierista britannico
- 21 marzo - Sergej Viktorovič Lavrov, diplomatico e politico russo
- 21 marzo - Anders Linderoth, allenatore di calcio e ex calciatore svedese
- 22 marzo - Goran Bregović, musicista e compositore bosniaco
- 22 marzo - Jürgen Maehder, musicologo e regista teatrale tedesco
- 22 marzo - Ginés Meléndez, allenatore di calcio e ex calciatore spagnolo
- 22 marzo - Claudio Rossi Massimi, autore televisivo, sceneggiatore e regista italiano
- 22 marzo - Mary Tamm, attrice britannica († 2012)
- 23 marzo - Karin Aichhorn, ex cestista austriaca
- 23 marzo - Maritta Bauerschmidt, ex ginnasta tedesca
- 23 marzo - Corinne Cléry, attrice francese
- 23 marzo - Mike Easley, politico e avvocato statunitense
- 23 marzo - Alain Elkann, giornalista, scrittore e conduttore televisivo italiano
- 23 marzo - Phil Lanzon, tastierista britannico
- 23 marzo - Charles Larmore, filosofo statunitense
- 23 marzo - Ivo Nutarelli, ufficiale e aviatore italiano († 1988)
- 23 marzo - Alessandra Orselli, ex velocista italiana
- 23 marzo - Beppo Tonon, personaggio televisivo italiano
- 24 marzo - Rafael Cañizares, ex cestista cubano
- 24 marzo - Birk Engstrøm, ex calciatore norvegese
- 24 marzo - Guglielmo Epifani, sindacalista e politico italiano († 2021)
- 24 marzo - Enrico Ganni, traduttore italiano († 2020)
- 24 marzo - Ann Kirkpatrick, politica e avvocato statunitense
- 24 marzo - Edward Jonathan Lowe, filosofo britannico († 2014)
- 24 marzo - Angelo Vincenzo Zani, arcivescovo cattolico italiano
- 25 marzo - José Manuel Esnal, allenatore di calcio spagnolo
- 25 marzo - Giovanni Fabris, politico italiano
- 25 marzo - Federico Ferrini, fisico italiano
- 25 marzo - Wolfgang Laib, artista tedesco
- 25 marzo - Carla de Liefde, cestista olandese († 2006)
- 25 marzo - Robert O'Reilly, attore statunitense
- 25 marzo - Charles Scerri, ex calciatore maltese
- 26 marzo - Teddy Pendergrass, cantante, paroliere e compositore statunitense († 2010)
- 26 marzo - Elisabetta Di Prisco, politica italiana
- 26 marzo - K. W. Jeter, autore di fantascienza statunitense
- 26 marzo - Joëlle Mélin, medico e politica francese
- 26 marzo - Sam Palatnik, scacchista ucraino
- 26 marzo - Emiko Shiratori, cantautrice giapponese
- 26 marzo - Martin Short, attore, sceneggiatore e produttore televisivo canadese
- 26 marzo - Alan Silvestri, compositore e direttore d'orchestra statunitense
- 26 marzo - Ambrogio Spreafico, vescovo cattolico italiano
- 27 marzo - Julia Alvarez, scrittrice e poetessa dominicana
- 27 marzo - Tony Banks, tastierista, polistrumentista e compositore britannico
- 27 marzo - David Edgar, ex nuotatore statunitense
- 27 marzo - Maria Ewing, soprano e mezzosoprano statunitense († 2022)
- 27 marzo - Anton Ondruš, ex calciatore cecoslovacco
- 27 marzo - Martin Veyron, fumettista francese
- 27 marzo - Terry Yorath, ex calciatore e allenatore di calcio gallese
- 28 marzo - Alessandra Cecchetto Coco, politica e ginecologa italiana
- 28 marzo - Bobby Cochran, chitarrista statunitense
- 28 marzo - Dinesh Dhamija, politico e imprenditore britannico
- 28 marzo - Germán Efromovich, imprenditore e manager boliviano
- 28 marzo - Chuck Jura, ex cestista statunitense
- 28 marzo - Jan Paweł Lenga, arcivescovo cattolico e missionario polacco
- 28 marzo - Antonio Lo Muscio, terrorista italiano († 1977)
- 28 marzo - Claudio Lolli, cantautore e scrittore italiano († 2018)
- 28 marzo - Paolo Torrisi, attore, doppiatore e direttore del doppiaggio italiano († 2005)
- 28 marzo - Benito Zanutto, ex calciatore italiano
- 29 marzo - Paolo Arata, dirigente d'azienda e politico italiano
- 29 marzo - Orazio Benedetti, criminale italiano († 1981)
- 29 marzo - Miah Dennehy, calciatore irlandese († 2023)
- 29 marzo - Renzo Garlaschelli, ex calciatore italiano
- 29 marzo - Mory Kanté, cantante e musicista guineano († 2020)
- 29 marzo - Naoki Kurimoto, preparatore atletico, allenatore di calcio e ex calciatore giapponese
- 29 marzo - Massimo Nava, giornalista e scrittore italiano
- 29 marzo - Barry Pearl, attore statunitense
- 29 marzo - Ed Ratleff, ex cestista statunitense
- 29 marzo - Christopher Wilkinson, sceneggiatore statunitense
- 29 marzo - Dennis Wuycik, ex cestista statunitense
- 30 marzo - Janet Browne, storica e docente britannica
- 30 marzo - Joseph Cali, attore statunitense
- 30 marzo - Gerry Connolly, politico statunitense († 2025)
- 30 marzo - LaRue Martin, ex cestista statunitense
- 30 marzo - Robbie Coltrane, attore e comico britannico († 2022)
- 30 marzo - Wilner Nazaire, ex calciatore haitiano
- 31 marzo - András Adorján, scacchista ungherese († 2023)
- 31 marzo - Gianluca Favilla, attore italiano († 1991)
- 31 marzo - Fellag, attore, umorista e commediografo algerino
- 31 marzo - Roselda Joux, ex sciatrice alpina italiana
- 31 marzo - Yoshifumi Kondō, regista e animatore giapponese († 1998)
- 31 marzo - Arthur D. Levinson, manager statunitense
- 31 marzo - Ed Marinaro, ex giocatore di football americano e attore statunitense
- 31 marzo - Francesco Quintavalla, politico e medico italiano
- 31 marzo - Ecaterina Vig, ex cestista rumena